# 触媒
触媒（しょくばい、英: catalyst）とは、一般に特定の化学反応の反応速度を速める物質で、自身は反応の前後で変化しないものをいう。生体内の触媒は酵素と呼ばれる。
化学的には触媒は化学反応を促進させるような物質のことであり、光、放射線、超音波など化学反応を促進させることがあっても化学物質とはいえないものは通常は触媒とは言わない。化学分野では化学反応において反応物よりも少量でそれ自体は化学反応中に変化しないものを触媒ということが多い。他方、触媒は化学だけでなくそれに隣接する物理学や生物学でも用いられる概念であり、生体触媒のRNAのように反応分子と触媒分子が一体となっているものもあることから、より広く定義される場合もある。
「触媒」という用語は明治の化学者が英語の catalyser、ドイツ語の Katalysator を翻訳したものである。今日では、触媒は英語では catalyst、触媒の作用を catalysis という。
今日では反応の種類に応じて多くの種類の触媒が開発されている。特に化学工業や有機化学では欠くことができない。

## 解説
1823年にドイツの化学者であるヨハン・デーベライナーは、白金のかけらに水素を吹き付けると点火することに気がついた。白金は消耗せず、その存在によって水素と空気中の酸素とを反応させることを明確にした。スウェーデンの化学者であるイェンス・ベルセリウスは、この白金の作用と同じ原因が他の化学反応や生物体の中にも広く存在するとし、καταλυω（私は壊す）から導いて「katalytische Kraft（触媒力）」と名付けた。
触媒は反応の速度を増加させる。適切な触媒を用いれば、通常では反応に参加しないような活性の低い分子（例えば水素分子）を反応させることができる。しかし原系（反応基質側）や生成系（生成物側）の化学ポテンシャルを変化させないため、反応の進行する方向（化学平衡）を変えることはない。すなわち自発的に進行する方向に反応の速度を増加させる働きを持つ。言い換えれば、自発的に起こり得ない方向への反応は触媒を用いても進行しない。例えば、室温において水素と酸素から水が生成する反応は、反応前後での自由エネルギー変化 ΔG < 0 であるため自発的に進行し、白金触媒を用いると反応速度を増加させることができる。一方、水が水素と酸素に分解する反応は室温では ΔG > 0 であるため、どのような触媒を用いても自発的には進行しない。 ΔG > 0 となる反応を進行させるには生成物を連続的に系外に排出するか、外部から電気や光などのエネルギーを与える必要があり、場合によっては電極触媒や光触媒を利用して反応速度を向上させる（記事 化学ポテンシャルに詳しい）。
触媒の良否は目的物質の収率や鏡像体過剰率で判断され、これらの率が 100% に近いほど良い触媒とされる。また副生成物の種類や量も重要なファクターになる場合もある。触媒活性と耐久性は、ターンオーバー数（TON）、そして単位時間当たりのTON（= TOF）、そしてその活性を維持した時間や使用回数で評価でき、これらが高い触媒ほど優れている。また、反応設計の良否として、アトムエコノミー（原子効率）が高いこと、反応条件が穏和であること、後処理において生成物の分離が容易であること、反応全体の環境負荷が低いこと、なども評価基準となる。
日本では堀内寿郎が先駆者の存在であり、ドイツ・イギリスでの研究を経て、1943年に北海道大学にて触媒研究所が設立され、重要な基礎研究がなされた。

## 機構

炭酸脱水酵素が触媒する反応のエネルギーダイヤグラム。触媒は反応に必要な活性化エネルギーを減少させる。

触媒は反応物と反応中間体を形成することで、反応に必要とされる活性化エネルギーの低い別の反応経路を生み出す。例えば水素分子 H2 は強い H−H 結合を持つため反応性に乏しいが、水素化や燃料電池の触媒となる白金の表面では水素分子よりも遥かに反応性の高い H·種を形成する。これにより、触媒が存在しない場合よりも著しく高速に反応が進行する。
また、反応を早くするだけではなく、複数の反応が起こりうる状態において、目的とする物質を選択的に得るために触媒を用いる場合も多い。触媒は特定の反応のみ高速化させるためである。例えば一酸化炭素 (CO) を水素化する場合、用いる触媒により主生成物をメタン（ルテニウム触媒）、エタンなどの直鎖アルカン（コバルト触媒（フィッシャー・トロプシュ法））、メタノール（銅触媒）など変化させることができる。また、光学異性体の合成を行う場合には、不斉源となる BINAP やサレン錯体などの触媒を用いることにより立体選択性を発現させる。2001年のノーベル化学賞が金属錯体触媒を用いた不斉合成に授与されたように、その重要性はきわめて高く評価されている。
触媒は、物質表面の特定の部位、あるいは分子上の特定の位置（活性サイト）に、反応させたい物質が吸着・配位することで効果を発揮する。このため、目的とする物質よりも吸着・配位力が強い物質が共存すると、触媒の活性サイトが消失し、効果が著しく弱められる。このような物質を触媒毒という。
触媒とは反対に、存在によってある化学反応を遅らせる物質を、かつては負触媒（逆触媒）と呼んだ。しかし、負触媒自体が化学反応によって構造変化することなど、一般的な触媒の性質とは異なることから、現在では負触媒という用語は推奨されず、単に阻害剤（inhibitor）と呼ばれる。
触媒は、その反応系における種類や量によって反応速度を制御することができ、すなわち効率の制御が可能となることを意味する。例えば反応が一気に進むために生じる反応熱や余剰物質や触媒の変質を、阻害剤を利用して発生や変化を緩和させることができる。複数の反応からなる化学合成系のある逐次反応で、最も遅い素反応（過程）を律速段階とよび、これは化学合成系の最終生成物の生産性にボトルネックであるが、別の触媒を用意できれば反応速度を上げられる。こうして、計画通りの生産性を維持することが可能となる。
なお、触媒反応の多くは、液体あるいは気体が、固体と不均一系を成して行われる界面反応であることが知られている。

## 種類
触媒は目的の反応によって多くの種類が開発されている。状態での分類としては、溶液に溶かして用いる均一系触媒（homogeneous catalyst）と、固相のままで用いる不均一系触媒（heterogeneous -）に分類される。例えば、洗剤に配合されているタンパク質を分解するための酵素は前者、過酸化水素を酸素と水へ分解する二酸化マンガンは後者である。均一系触媒は有機合成化学で比較的多く用いられ、不均一系触媒は化学工業で用いられることが多い。
化学・工業で用いられる触媒はほとんどが人工的に作られた物質であるが、生体内で進行する化学反応を触媒する物質も多く存在し、まとめて生体触媒と呼ぶ。生体触媒で最も重要なものはタンパク質を母体とする酵素であるが、生命の起源においてはRNAの触媒（リボザイム）が極めて重要な役割を果たしていたと言われている。また、抗体を触媒として利用した抗体酵素の研究も、1990年代から盛んに行われている。

### 均一系触媒
均一系触媒には、適当な酸や塩基を触媒（酸触媒、塩基触媒）とするものや、錯体を利用するもの（錯体触媒）がある。金属錯体では配位子を替えることなどによって反応性の制御が可能である。例えば、カルボン酸とアルコールのエステル化反応には酸触媒が有効である。酸としては硫酸などの H+ を放出するブレンステッド酸を用いる場合が多いが、不斉合成などでは金属錯体などのルイス酸を使うことも多い。
また多核金属酸化物（アニオン）であるポリ酸（ヘテロポリ酸）も構造制御が可能であり、反応性を制御できる。有機金属錯体は一般に酸化雰囲気および熱に弱いが、多くのポリオキソメタレートはそれらに対し高い安定性を有している。

### 不均一系触媒
化学工業など、基礎的な化学物質を大量に生産する施設では、気相での固定床もしくは流動床流通式反応装置がしばしば用いられること、液相反応においても生成物の分離回収が容易であること、一般に錯体触媒よりも耐久性が高いなどの理由から、不均一系触媒が多く用いられている。不均一系触媒は、白金やパラジウム、酸化鉄のような単純な物質から、それらを担持したもの（後述）、ゼオライトのような複雑な構造の無機化合物、あるいは金属錯体を固定化したものなど、多種多様である。
多くの場合、反応は不均一系触媒の表面で進行する。したがって、触媒の効率を良くするためには、表面積を大きくすることが重要となる。このため、高価な金属（白金、パラジウムなど）を触媒として用いる場合は、1–100 nm 程度の微粒子にして活性炭やシリカゲルなど（担体という）の表面に分散させ（担持し）て使用する。金属錯体触媒を表面に固定化する場合には、担体の表面官能基をアンカーにして化学結合させる場合が多い。担体は単に活性成分を微粒子化（高表面積化）するだけでなく、触媒活性にも多大な影響を与える場合がある。そのため、適切な担体との組み合わせが必要である。
具体例として、自動車には排気ガスに含まれる炭化水素（hydrocarbon、HC）、一酸化炭素（CO）、窒素酸化物（NOx）を分解・浄化するために白金、パラジウム、ロジウムもしくはイリジウムを主成分とする三元触媒が不均一系触媒として使用されている。

### 生体触媒
生体中で触媒として機能するタンパク質を酵素という。酵素を使った反応は水中で行えるため溶媒の使用を減らすことができ、また室温付近で作用し、しばしば人工的には困難な反応に高い選択性を示すことから、環境負荷の低い触媒として期待されている。実際にブタの肝臓などから得られる酵素は工業的にも生体触媒として利用されている。

### 有機分子触媒
「有機分子触媒」を参照。

## 有名な触媒反応
新しい触媒が開発されると、社会的にも非常に大きな影響を与えることがある。
- ハーバー・ボッシュ法 - 史上初めて人工的に窒素をアンモニアへと変換した反応。二重促進鉄触媒を用いる。1918年ノーベル化学賞。
- チーグラー・ナッタ触媒 - ポリエチレンなど、優れた特性を持つ高分子の生産を可能とした。チタン錯体を触媒とする。1963年ノーベル化学賞。
- メタセシス反応 - 有機合成で極めて多用される、2つのオレフィンの結合を組み替える反応。ルテニウムを中心とするグラブス触媒が用いられる。2005年ノーベル化学賞。
- カップリング反応 - 炭素-炭素結合を作るうえで欠かせない反応。辻二郎によるパラジウムを用いた炭素-炭素結合形成反応の発見を契機に、多くの日本人化学者が関与した。鈴木・宮浦カップリング、右田・小杉・スティルカップリング、根岸カップリングなど、パラジウム錯体の用例が多い。2010年ノーベル化学賞。
- 不斉合成 - キラリティーの一方のみを選択的に得る。金属錯体を中心に、数々の触媒が開発されている。2001年ノーベル化学賞。
- 燃料電池 - 水素やメタノールを燃料として発電する装置。固体高分子型燃料電池 (PEFC) は室温付近の温和な条件で機能するが、2006年現在では、電極触媒として高価かつ資源量の少ない白金やCO耐性のある白金ルテニウム合金を使用しないと高い電力を取り出すことができず、普及には貴金属使用量の劇的な削減が必要である。

## 身近なところで使用されている触媒反応の例
全ての石油製品は触媒反応により合成されていると言っても過言ではないが、身近なところでは、以下のものが広く利用されている。
- ガソリンエンジン車の三元触媒 - 先述の不均一系触媒の節を参照。
- 白金を触媒とし、炭化水素燃料との反応熱を利用するカイロ。廃棄物を出さない触媒反応カイロは近年見直されつつある。
- 発酵 - 微生物は数々の触媒(酵素)反応を組み合わせて、糖からアルコールや乳酸を合成する。

## 重要性

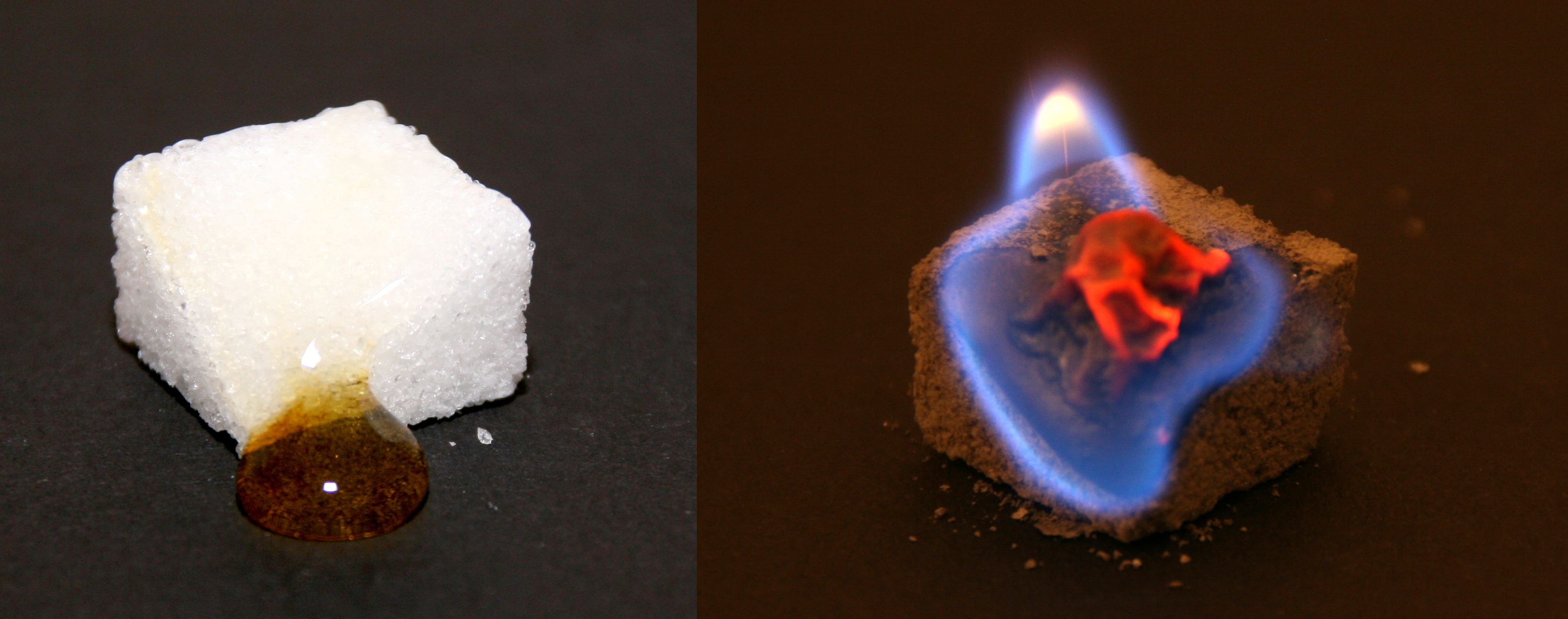
左：部分的にカラメル化した角砂糖、右：灰を触媒として燃焼中の角砂糖

商業的に生産される化学製品の90％くらいは、その製造過程のどこかの段階で触媒が関与している。2005年、触媒プロセスは全世界で約9000億ドルの製品を生み出した。
触媒作用は非常に広範囲に及んでいるため、小領域を容易に分類できない。以下に、特に集中している分野をいくつか挙げる。